# Кустинська волость
Кустинська волость — адміністративно-територіальна одиниця Рівненського повіту Волинської губернії Російської імперії. Волосний центр — село Кустин.
Станом на 1885 рік складалася з 14 поселень, 15 сільських громад. Населення — 7042 осіб (3584 чоловічої статі та 3458 — жіночої), 520 дворових господарства.
Основні поселення волості:
- Кустин — колишнє власницьке село при річці Горинь за 15 верст від повітового міста, 580 осіб, 93 двори; волосне правління; православна церква, школа, поштова станція, постоялий будинок, кузня, водяний млин. За 7, 8 та 19 верст - смолоскипідарні заводи. За 25 верст - колонія Соломка із лютеранським олитовним будинком.
- Великий Житин — колишнє державне та власницьке село, 447 осіб, 69 дворів, православна церква, школа, постоялий будинок, кузня, винокурний та бурякоцукровий заводи.
- Волошки — колишнє власницьке село при річці Горинь, 119 осіб, 15 дворів, водяний млин, винокурний завод.
- Городище — колишнє власницьке село, 323 особи, 53 двори, православна церква, школа, постоялий будинок, водяний млин.
- Забороль — колишнє власницьке село, 522 особи, 83 двори, православна церква, єврейський молитовний будинок, школа, постоялий будинок, водяний млин.
- Козлин — колишнє власницьке село при річці Горинь, 431 особа, 56 дворів, православна церква, постоялий будинок, кузня, 2 водяних млини, цегельний та лісопильний заводи.
- Коптовичі — колишнє власницьке село при річці Горинь, 92 особи, 10 дворів, православна церква, постоялий будинок.
- Олександрія — колишнє власницьке містечко при річці Горинь, 378 осіб, 47 дворів, православна церква, костел, синагога, 2 єврейських молитовних будинки, 20 постоялих дворів, постоялий будинок, 6 лавок, базар, 5 ярмарок, 2 кузні, 4 водяних млини, сукновальний, костопальний, смолоскипідарний та лісопильний заводи, 2 суконні фабрики.

## Польський період
Після окупації Волині поляками волость називалася гміною Кустинь, з 19 лютого 1921 р. у складі повіту входила до новоутвореного Волинського воєводства.
31 грудня 1924 р. до гміни Костопіль приєднано вилучені з гміни Кустинь колонії Дерманка і Хотинка з фільварком Хотинка
21 серпня 1925 р. перейменована на ґміну Алєксандр'я.
12 грудня 1933 р. внесено зміни у складі ґміни і передано:
- із ґміни Клєвань — село Суськ і розміщені на правому березі річки Горинь державні ліси;
- із ґміни Тучин — військові селища Креховецька і Боянівка;
- із ґміни Рувне — села Метків і Павлівка Стара та колонії Павлівка і Янівка;
- до ґміни Рувне — хутори колонії Кругле[3].

Польською окупаційною владою на території ґміни інтенсивно велася державна програма будівництва польських колоній і заселення поляками. На 1936 рік ґміна складалася з 41 громади:
1. Олександрія — містечко: Олександрія, фільварок: Олександрія, колонії: Маринин і Станіславівка;
2. Олександрія — село: Олександрія, хутір: Пасіки та  залізнична станція: Волошки;
3. Олександрівка — колонії: Олександрівка і Павлівка-Нова;
4. Боянівка — військове селище: Боянівка;
5. Бічай — село: Бічай та хутір: Мохнате;
6. Болеславиці — військове селище: Болеславиці;
7. Ходоси — село: Ходоси, фільварок: Ходоси та хутір: Павлівщина;
8. Хотин — село: Хотин, фільварок: Хотин та гаївка: Славівщина;
9. Глажова — село: Глажова, лісничівка: Юзефівка та фільварок: Майдан Глажівський;
10. Городище — село: Городище та хутір: Високе;
11. Янівка — колонії: Янівка і Павлівка Стара;
12. Кам'яна-Гора — село: Кам'яна-Гора;
13. Коптовичі — село: Коптовичі та колонія: Радивилівка;
14. Козлин — село: Козлин;
15. Кустинь — село: Кустинь, фільварок: Кустинь та хутір: Гамарня;
16. Кустинь — колонія: Кустинь;
17. Любомирка Нова — колонія: Любомирка Нова, залізнична станція: Любомирськ та тартак: Любомирськ;
18. Любомирка Стара — колонії: Любомирка Стара і Пруська та лісничівка: Чорні-Лази;
19. Мар'янівка — колонія: Мар'янівка та гаївка: Мальованка;
20. Майдан-Козлинський — колонія: Майдан-Козлинський;
21. Метків — село: Метків;
22. Наталія — колонія: Наталія та військове селище: Андріївськ;
23. Креховецька — військове селище: Креховецька;
24. Пухова — колонії: Пухова і Черепашник;
25. Ремель — село: Ремель та хутір: Ізидорівка;
26. Решуцьк — село: Решуцьк, залізнична станція: Решуцьк та колонія: Тереполь;
27. Рубче — село: Рубче, фільварок: Рубче та хутір: Казимирівка;
28. Савичі — село: Савичі;
29. Сернява — колонія: Сернява та хутір: Поруб;
30. Сергіївка — колонія: Сергіївка;
31. Соломка — колонія: Соломка-Середня, гаївка: Гончариха і Накоти;
32. Свяття — село: Свяття та державне надлісництво: Святе;
33. Шляхецькі — колонії: Шляхецькі, Колесня і Три-Копці;
34. Суськ — село: Суськ;
35. Тростянець — колонія: Тростянець;
36. Волошки — село: Волошки, фільварок: Волошки та гаївка: Лісівка;
37. Владиславівка — село: Владиславівка;
38. Забороль — село: Забороль та фільварок: Забороль;
39. Житин Малий — село: Житин Малий;
40. Житин Великий — село: Житин Великий та хутори: Нарада і Скоморохи;
41. Житин-Цукрівня — фабричне селище: Житин-Цукрівня та військове селище: Городище.

Після радянської анексії західноукраїнських земель ґміна ліквідована і включена в Олександрійський район.